# Annia Faustina
Pour les articles homonymes, voir Faustine.
Annia Aurelia Faustina, arrière-petite-fille de Marc Aurèle, est la troisième épouse de l'empereur Héliogabale. Il l'épouse pour quelques mois en 221, avant de la répudier.

## Famille
Annia Aurelia Faustina est une dame de la noblesse romaine qui fut peu remarquée dans l’histoire ancienne de Rome par les historiens anciens et modernes. Elle était extrêmement belle, elle était vertueuse et charmante,. Elle était la fille et seule enfant de la noble Annia Faustina et du sénateur Tiberius Claudius Severus Proculus.
Ses grands-parents paternels étaient Gnaeus Claudius Severus, sénateur et philosophe péripatéticien et sa seconde épouse la princesse romaine Annia Aurelia Galeria Faustina. Ses grands-parents maternels étaient la riche héritière Ummidia Cornificia Faustina et un sénateur romain dont le nom ne nous est pas parvenu.
Ses arrière-grands-parents paternels étaient l’empereur Marc Aurèle, l’impératrice Faustine la Jeune, le sénateur et philosophe Gnaeus Claudius Severus Arabianus et son épouse. Ses arrière-grands-parents maternels étaient la sœur de Marc Aurèle, Annia Cornificia Faustina et Gaius Ummidius Quadratus Annianus Verus, un sénateur qui fut consul suffect en 146. Bien que de par sa naissance, elle était de la gens Claudia, elle ne fut pas nommée d’après son père. Elle fut nommée en l’honneur des relations de ses parents avec la gens Aurelia, la gens Annia et la dynastie antonine.

## Jeunesse
Annia Aurelia Faustina est née et fut élevée dans la résidence de sa mère à Pisidie, dans la région appelée les propriétés cyllaniennes qui étaient de grands domaines établis à l’époque du dictateur Sylla.
En 218, ses parents étaient morts et elle avait hérité du domaine de sa mère et de la fortune de ses deux parents, elle était donc devenue une très riche héritière. Dans son domaine, on a retrouvé une inscription qui fait état de son héritage.
Autour de 216, son père a sans doute conclu une alliance politique avec un sénateur de la gens Pomponia. Cela aboutit à son mariage avec Pomponius Bassus.

## Premier mariage
Entre 216 et 218, Annia Aurelia Faustina épouse le politicien Pomponius Bassus. Ils s’établirent à Pisidie et vécurent dans une tranquillité domestique. Elle donna naissance à au moins deux enfants : une fille, Pomponia Ummidia (née en 219) et un fils, Pomponius Bassus (né en 220).

## Deuxième mariage
En 221, l’empereur Héliogabale voulut qu’Annia Aurelia Faustina fut son épouse. C’est sa beauté et son ascendance impériale qui l’attiraient. Dans le but de l’épouser, il ordonna l’exécution de Pomponius Bassus. Après la mort de ce dernier, Héliogabale interdit à Annia Aurelia de prendre le deuil de son premier mari. En juillet 221, il l’épousa. Elle était sa troisième épouse. La société romaine n’accepta pas plus ce mariage que le précédent mariage de l’empereur avec la Vestale, Julia Aquilia Severa.
De par son mariage avec Héliogabale, elle devint impératrice. Il lui attribua le titre d’Annia Faustina Augusta et lui rajouta le nom Julia. La numismatique et d’autres traces d’Annia Aurelia datent de la période de ce second mariage.
Héliogabale espérait aussi un héritier de façon que son cousin Alexandre Sévère n’héritat pas du trône. Elle n’eut pas d’enfant durant ce mariage. À la fin de 221, Héliogabale divorça pour une raison inconnue. Il épousa à nouveau Julia Aquilia Severa.

## Vie après Héliogabale
Après son mariage avec Héliogabale, elle retourna avec ses enfants dans son domaine de Pisidie. Elle y passa le restant de sa vie. À sa mort, sa fille Pomponia Ummidia hérita du domaine.

## Sources
- (en) Cet article est partiellement ou en totalité issu de l’article de Wikipédia en anglais intitulé « Annia Faustina » (voir la liste des auteurs).